# Anoplodactylus baldarus
Anoplodactylus baldarus is een zeespin uit de familie Phoxichilidiidae. De soort behoort tot het geslacht Anoplodactylus. Anoplodactylus baldarus werd in 1988 voor het eerst wetenschappelijk beschreven door Child. 